# Shiritori

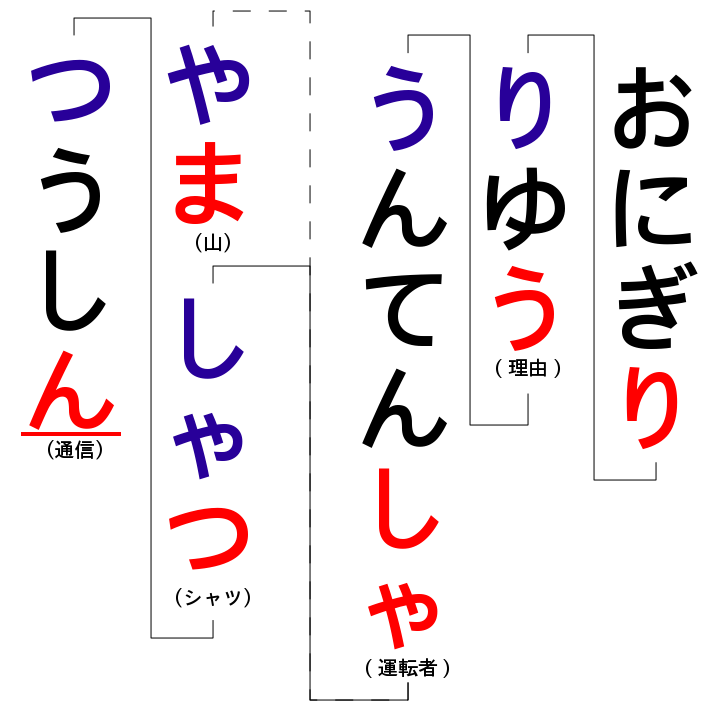
Shiritori

Shiritori (jap. しりとり oder 尻取り, dt. „das Ende nehmen“) ist ein japanisches Wortspiel für mindestens zwei Personen.

## Spielablauf
Der erste Spieler nennt ein japanisches Wort, der nächste Spieler findet nun ebenfalls ein japanisches Wort, das mit derselben Silbe beginnen muss, mit der das Wort des vorherigen Spielers aufgehört hat. Danach ist der nächste Spieler an der Reihe und muss seinerseits ein Wort finden, welches mit derselben Silbe des vorher gesagten Wortes anfängt, und so weiter.

## Spielregeln
Es gibt viele Variationen der Spielregeln, die wichtigsten sind
- Als Wörter sind nur Substantive erlaubt.
- Es werden keine Unterschiede zwischen Hiragana, Katakana und Kanji gemacht.
- Wortkombinationen mit der Partikel no (の) sind möglich, aber nur für Wörter, die sich so im japanischen Sprachgebrauch eingebürgert haben.
- Dakuten (゛, getrübter Laut) und Handakuten (゜, halbgetrübter Laut) können benutzt oder ignoriert werden.
- Wenn die letzte Silbe ein Chōon (ー, Dehnungszeichen) ist, so gibt es folgende Möglichkeiten:
  - Das Chōon wird ignoriert und es wird die vorletzte Silbe genommen.
  - Das Chōon wird als eigenständiger Vokal angesehen.
  - Das nächste Wort muss mit der vorletzten Silbe und den Chōon beginnen.
- Wenn die letzte Silbe ein Yōon (gebrochener Laut) ist, gibt es folgende Möglichkeiten:
  - Das Yōon wir vollständig als Silbe verwendet.
  - Es wird nur die verkleinerte Silbe(ゃ, ゅ, ょ) als eigenständige neue Silbe verwendet.

Es gibt viele mögliche weitere Spielregeln, die die Schwierigkeit des Spieles erhöhen. Dadurch ist das Spiel sowohl für Anfänger, als auch für japanisch lernende, bis hin zu Muttersprachlern geeignet.

## Spielende
Sobald ein Spieler ein Wort doppelt sagt oder ein Wort sagt, das mit dem Mora n (ん) endet (Es gibt im Japanischen kein Wort, das mit dem Mora n beginnt.), scheidet der Spieler aus. Das Spiel wird solange fortgesetzt, bis nur noch ein Spieler übrig ist.

## Beispiel
| Runde | japanisches Wort | rōmaji Schreibweise | erste Silbe | letzte Silbe | Bemerkung      |
| ----- | ---------------- | ------------------- | ----------- | ------------ | -------------- |
| 1.    | さくら           | sakura              | -           | ら           |                |
| 2.    | ラジオ           | rajio               | ラ (ら)     | オ           |                |
| 3.    | おにぎり         | onigiri             | お (オ)     | り           |                |
| 4.    | りす             | risu                | り          | す           |                |
| 5.    | すもう           | sumou               | す          | う           |                |
| 6.    | うどん           | udon                | う          | ん           | Spiel verloren |